# Resolució 1866 del Consell de Seguretat de les Nacions Unides
La Resolució 1866 del Consell de Seguretat de les Nacions Unides fou adoptada per unanimitat el 13 de febrer de 2009. Després de recordar les resolucions anteriors sobre Geòrgia i Abkhàzia, i prenent nota de l'últim informe del Secretari General, el Consell va decidir ampliar el mandat de la Missió d'Observació de les Nacions Unides a Geòrgia (UNOMIG) fins al 15 de juny de 2009, alhora que esbossava els elements d'una futura presència de les Nacions Unides a la zona.
El Consell demana el compliment de les disposicions establertes a l'Acord d'Alto el Foc i Separació de Forces signat a Moscou en 1994 i dels acords sobre un règim de seguretat revisat que hauria d'incloure l'observació estricta de l'alto el foc; una "zona de seguretat" a banda i banda de la línia d'alto el foc on no es permetria la presència de forces armades; la prohibició als avions militars i vehicles aèries no tripulats de sobrevolar en aquestes zones i les addicionals; i la designació per cadascuna de les parts de representants autoritzats que es mantinguessin en contacte amb l'objectiu d'intercanviar informació, prevenir tensions i resoldre incidències.
El Consell subratlla la necessitat d'abstenir-se de l'ús de la força o de qualsevol acte de discriminació ètnica contra persones, grups o institucions, i garantir sense distinció la seguretat de les persones, el seu dret a la lliure circulació i la protecció de la propietat de refugiats i persones desplaçades, així com facilitar l'accés a l'ajuda humanitària dels afectats pel conflicte. També demana un informe al Secretari General abans del 15 de maig sobre l'aplicació de la resolució 